# Moçâmedes
Moçâmedes (nota tra il 1985 e il 2016 come Namibe) è una città dell'Angola meridionale, capoluogo della provincia omonima ed ha una popolazione di 86 366 abitanti. Si affaccia sull'Oceano Atlantico, ed è il terzo porto più importante dell'Angola dopo Luanda e Lobito.

## Ambiente
La zona di Moçâmedes ha un clima molto secco e una vegetazione di tipo desertico. È l'unica zona dell'Angola dove si trova la Welwitschia mirabilis, la pianta millenaria tipica del deserto del Namib.

## Storia
La baia di Moçâmedes, che ospita anche un piccolo porto, fu scoperta già nel 1485 dal capitano portoghese Diego Cam. Tre secoli dopo, nel 1785, vi approdò la prima spedizione scientifica. Dopo la costruzione del Forte di São Fernando (1840), vi si stabilì, a partire dal 1848, una colonia di brasiliani. Il nome attuale, Moçâmedes, è tornato ufficiale nel 2016.

## Infrastrutture e trasporti
Moçâmedes è servita dal Namibe Airport, 7 km a sud della città. Il vecchio Yuri Gagarin Airport, a 1,7 km dal centro abitato, è ormai inattivo.